# Famille Görgey
Görgey de Görgő et Toporcz (görgői és toporczi Görgey en hongrois) est le patronyme d'une ancienne famille de la noblesse hongroise.

## Histoire
Originaire du comitat de Szepes dont elle est l'une des plus anciennes familles, elle remonte à Illés et son fils Jordán qui reçoivent 1278 du roi  Ladislas IV de Hongrie le village de Görgő pour leurs loyaux services rendus à lui et à son père Étienne V, avec comme condition que lui et ses descendants paient chaque année à la Saint-Martin une pièce d'or.
Trois fils d'Illés, Arnold, István et Jordán II, vivaient encore du temps du roi Charles Ier. István était comte (főispán) des Saxons de Szepes. Les trois fils se sont particulièrement illustrés en 1312 à Rozgony lors de la bataille contre Máté de Trencsén et Jordán II a perdu la vie sur le champ de cette bataille. Le roi a confirmé sa donation antérieure à Arnold et István et a octroyé à Görgő la promesse d'une pièce d'or chaque année durant toute sa vie. En échange les trois fils, à l'instar des autres nobles du pays, étaient astreints, en cas de besoin, à un service militaire à leurs frais.

## Membres notables
- István Görgey (fl. 1312), főispán (comte suprême) des Saxons au XIVe siècle.
- Jób Görgey (première partie du XVIIe siècle), maître de la cour (udvarmester) de la princesse Gábor Bethlen née Catherine de Brandebourg.
- Cette famille donna de très nombreux alispán du comitat de Szepes dont Benedek Görgey (fl. 1450), Lőrincz Görgey (fl. 1548-1558), László Görgey (fl. 1582), Kristóf Görgey (fl. 1567-1589), János Görgey (1639-1714), Ezechiel (fl. 1668), Boldizsár (fl. 1685-1696), Lőrincz (fl. 1723), Ezechiel (fl. 1749-1761).
- Marton Görgey († 1807), chanoine d'Esztergom. Nommé évêque de Pécs le 1er août 1808, il meurt avant son intronisation.
- Artúr Görgey (1818-1916), célèbre général de la Révolution hongroise de 1848.